# Harry Neale
Harold Watson Neale (né le 9 mars 1937 à Sarnia au Canada) est un commentateur de hockey sur glace pour la chaîne CBC au Canada et un ancien joueur de l'Association mondiale de hockey (AMH) et un ancien entraîneur de la Ligue nationale de hockey.
Après une rapide carrière en AMH et dans l’Association de hockey de l'Ontario, aujourd'hui Ligue de hockey de l'Ontario, Neale a été un entraîneur dans la LNH pour les Canucks de Vancouver puis pour les Red Wings de Détroit.
Il a aussi été entraîneur adjoint pour l'équipe nationale des États-Unis en 1976 et directeur général des Canucks.

En tant que commentateur, Neale a couvert les Jeux olympiques d'hiver de 1998, 2002, et 2006. 
Neale vit dans la banlieue de Buffalo.